# Мосулишвили, Форе Николаевич
Форе (Христофор) Николаевич Мосулишвили (груз. ფორე ნიკოლოზის ძე მოსულიშვილი) (1916—1944) — участник Великой Отечественной войны, помощник командира интернационального партизанского отряда 118-й бригады итальянского движения Сопротивления. Герой Советского Союза (1990).

## Биография
Родился 20 июля (2 августа) 1916 года в селе Квемо-Мачхаани (ныне Сигнахского района Грузии) в крестьянской семье. Грузин. Окончил Лагодехский сельскохозяйственный техникум. Работал в колхозе.
В Красной Армии с 1939 года. В действующей армии с июня 1941 года.
Старшина Форе Мосулишвили в 1944 году, находясь в гитлеровском плену, организовал побег около семидесяти военнопленных из фашистского лагеря на территории Италии. Захватив большое количество оружия и боеприпасов, группа старшины Мосулишвили присоединилась к итальянским партизанам-гарибальдийцам.
За исключительное мужество, храбрость, самообладание и большие организаторские способности Мосулишвили назначен помощником командира интернационального партизанского отряда 118-й бригады.

## Подвиг
В одном из боёв в Новарской провинции Италии 3 декабря 1944 года советский воин-партизан гарибальдиец Мосулишвили погиб.
Раненый, он вместе с шестнадцатью боевыми товарищами-гарибальдийцами был окружён фашистами, которые потребовали: «Если командир сдастся, остальных пощадим. В противном случае всех уничтожим!..» Командиром отряда был Эдо Дель Гратта, уроженец города Пиза, но он не двигался с места.
К врагам вышел Форе Мосулишвили, а затем, чтобы сохранить жизни братьев по оружию, разоружил их, бросив их оружие к ногам гитлеровцев. Но в следующее мгновение отважный советский воин-партизан крикнул в лицо фашистам: «Командир — я, но плену у вас предпочитаю смерть!» Затем он показал до этого спрятанную за спину правую руку, в ладони которой у него был пистолет. Крикнув напоследок: «Да здравствует Италия! Да здравствует свобода!», — Форе Мосулишвили поднёс пистолет к своему виску и выстрелил…
Остальные шестнадцать партизан остались живы. Они были взяты в плен, а в апреле 1945 года освобождены итальянскими партизанами…
Славный сын советского народа, воин Красной Армии Форе Мосулишвили похоронен в итальянском городе Ароне.

## Память
Имя Форе Мосулишвили было присвоено батальону 118-й бригады итальянских партизан-гарибальдийцев.
Именем Героя Форе Мосулишвили названы улица в Тбилиси. Есть музей героя и улицы как в родном селе Квемо-Мачхаани, так и итальянском городе Бельджирате (Museo Baita della Libertà (Belgirate); Via P. Musolishvili — 28832 Belgirate).
В 37 средней школе города Тбилиси, Грузия, усилиями преподавателя истории, Габуния Лии Александровны, долгое время существовал музей Боевой славы имени Форэ Мосулишвили, каждый год приезжали на день Победы его одноотрядники-итальянцы. На сегодняшний день группой энтузиастов осуществляется проект оцифровки музея.

## Награды и звания
- Указом Президента СССР от 5 мая 1990 года «за мужество и отвагу, проявленные в период Великой Отечественной войны 1941—1945 годов», старшине Мосулишвили Форе Николаевичу посмертно присвоено звание Героя Советского Союза (медаль «Золотая Звезда» (№ 11620) была передана на хранение родственникам Героя).
- орден Отечественной войны 1-й степени (3 октября 1972, посмертно).

Итальянские награды:
- золотая медаль «За воинскую доблесть» (28 февраля 1970);
- медаль «Гарибальди».

## Фильмы
- Альпийская звезда[4]. Студия научно-популярных и документальных фильмов, режиссёр Резо Табукашвили, 1979.
- Марешалло Форе[5]. Режиссёр Леван Пааташвили, 1969.
- Солдаты Сопротивления…[6], (продолжительность 00:21:38). Студия ЦСДФ (РЦСДФ). Режиссёр Тенгиз Семёнов, 1980 год.